# 1917 год в авиации
Список событий в авиации в 1917 году.

## События
- 12 марта — первый полёт учебного самолёта П-IV конструкции Александра Александровича Пороховщикова.
- 23 июля — первый успех аэростатов заграждения, когда Австро-Венгерская авиация при атаке Итальянских позиций потеряла четыре самолёта вследствие повреждения тросами аэростатов заграждения.[1]

## Персоны

### Родились
- 22 февраля — Мельников, Василий Емельянович, советский военный лётчик, участник Великой Отечественной войны, Герой Советского Союза.
- 15 декабря — Головачёв, Павел Яковлевич, советский лётчик-ас, участник Великой Отечественной войны. Всего за время войны совершил 457 боевых вылетов, в 125 воздушных боях сбил лично 31 и в группе 1 самолёт противника. Свою последнюю победу одержал 25 апреля 1945 года в небе Берлина (сбил 2 FW-190).
- 17 декабря — Гарнаев, Юрий Александрович, Советский лётчик. Заслуженный лётчик-испытатель СССР (1964), Герой Советского Союза (1964).
- 25 декабря — Фадеев, Вадим Иванович, Герой Советского Союза, лётчик-истребитель, гвардии капитан, командир эскадрильи 16 ГИАП.

### Скончались
- 9 июня — Крутень, Евграф Николаевич, российский военный лётчик, ас истребительной авиации Первой мировой войны, капитан. Основоположник тактики российской истребительной авиации. Погиб в авиакатастрофе.
- 11 сентября — Гинемер, Жорж, выдающийся французский лётчик-истребитель времён Первой мировой войны. В воздушных боях сбил 53 самолёта противника. Сам был сбит 7 раз. Погиб в авиакатастрофе.
- 29 октября — Басов, Сергей Николаевич, русский военный лётчик, герой Первой мировой войны. В этот день поручик Басов с лётчиком-наблюдателем Мансветовым выполняли воздушную разведку и были встречены истребителями противника. В воздушном бою самолёт Басова и Мансветова был сбит и упал на землю в районе деревни Богдановка. Оба лётчика погибли.